# Mistrzostwa Azji w Judo 2003
Mistrzostwa Azji w judo rozegrano w Czedżu w Korei Południowej w dniach 31 października–1 listopada 2003 roku, na terenie "Halla Gymnasium".

## Tabela medalowa
| Poz.  | Państwo          |    |    |    | Łącznie |
| ----- | ---------------- | -- | -- | -- | ------- |
| 1.    | Japonia          | 6  | 5  | 4  | 15      |
| 2.    | Korea Południowa | 4  | 7  | 3  | 14      |
| 3.    | Mongolia         | 2  | 2  | 6  | 10      |
| 4.    | Chiny            | 2  | 0  | 4  | 6       |
| 5.    | Uzbekistan       | 1  | 1  | 3  | 5       |
|       | Kazachstan       | 1  | 1  | 3  | 5       |
| 7.    | Chińskie Tajpej  | 0  | 0  | 4  | 4       |
| 8.    | Iran             | 0  | 0  | 3  | 3       |
| 9.    | Indie            | 0  | 0  | 2  | 2       |
| Razem | Razem            | 16 | 16 | 32 | 64      |

## Mężczyźni
| Waga    | Złoto:                     | Srebro:               | Brąz:                   | Brąz:                |
| 60 kg   | Chaszbaataryn Cagaanbaatar | Sanjar Zokirov        | Tatsuaki Egusa          | Akram Shah           |
| 66 kg   | Jung Bu-kyung              | Gantömöriin Dashdavaa | Yerlan Slyambayev       | Yousef Karimian      |
| 73 kg   | Lee Won-hee                | Yūsuke Kanamaru       | Damdiny Süldbajar       | Shokir Muminov       |
| 81 kg   | Damdinsürengijn Njamchüü   | Kwon Young-woo        | Reza Czahchandagh       | Takashi Ono          |
| 90 kg   | Yūta Yazaki                | Choi Sun-ho           | Cend-Ajuuszijn Oczirbat | Vyacheslav Pereteyko |
| 100 kg  | Askat Żytkejew             | Jang Sung-ho          | Takeo Shoji             | Batdżargalyn Odchüü  |
| +100 kg | Abdullo Tangriyev          | Kota Ueguchi          | Kim Sung-bum            | Jełdos Ichsangalijew |
| open    | Daisuke Mori               | Choi Young-Hwan       | Sejjed Mahmudreza Miran | Jełdos Ichsangalijew |

## Kobiety
| Waga   | Złoto:           | Srebro:                 | Brąz:                    | Brąz:              |
| 48 kg  | Kim Young-ran    | Kayo Kitada             | Gao Lijuan               | Zinnura Dzhurayeva |
| 52 kg  | Kim Kyung-ok     | Aiko Satō               | Anita Chanu              | Li Ying            |
| 57 kg  | Kie Kusakabe     | Chiszigbatyn Erdenet-Od | Jung Hae-mi              | Yang Hsien-tzu     |
| 63 kg  | Yoshie Ueno      | Lee Bok-hee             | Wang Chin-fang           | Tan Fafang         |
| 70 kg  | Hitomi Kaiyama   | Bae Eun-hye             | Liu Shu-yun              | Wang Juan          |
| 78 kg  | Mizuho Matsuzaki | Warwara Masiagina       | Dordżgotowyn Cerenchand  | Lee So-yeon        |
| +78 kg | Liu Huanyuan     | Choi Sook-ie            | Erdene-Ocziryn Dolgormaa | Miyuki Tokuda      |
| open   | Jia Xueying      | Kei Eguchi              | Erdene-Ocziryn Dolgormaa | Lee Hsiao-hung     |